# Alyssum corsicum
Espèce
Classification phylogénétique
Alyssum corsicum est une espèce de plantes à fleurs du genre Alyssum, de la famille des Brassicaceae.
Elle est parfois appelée « Alysson (ou Alysse) de Corse », « Passerage de Corse » ou « Corbeille-d'or de Corse ».
C'est une espèce vivace de plantes aux tiges dressées, très rameuse. Les tiges peuvent atteindre 50 cm. Ses fleurs sont petites et jaunes.
Elle apprécie les terrains siliceux de Corse en France et de l'ouest de la Turquie.
Son pouvoir d'hyperaccumulation du nickel a été soulignée. Il pourrait être utile pour la décontamination de terrains pollués. Toutefois, cela reste une espèce très rare et dont la cueillette est strictement interdite sur le territoire métropolitain français.

## Statut de protection
Cette espèce est inscrite sur la liste des espèces végétales protégées sur l'ensemble du territoire français métropolitain en Annexe I.